# Arnould d'Enghien
Pour les articles homonymes, voir Arnould.
Arnould d'Enghien, (Arnulphus) seigneur de Blaton-Prayaux, né ~1227,  décédé avant 1295.

## Biographie
Il était le fils de Siger d'Enghien. Il était seigneur de Blaton, de Prayaux, de Quevaucamp et d'Escaudoeuvre. 

## Filiation
Arnould épousa ? de Thian, fille de Gérard de Thian et ils eurent comme descendance :
- Arnould II d'Enghien.

## Sources
- Étienne Pattou.